# 카모테큐
카모테큐(타갈로그어: kamotekyu, 영어: camote cue 커모테이 큐[*])는 카모테(고구마)로 만든 필리핀의 간식으로, 바나나큐, 투론과 함께 필리핀에서 가장 흔한 길거리 음식 중 하나이다. 카모테 큐는 "카모테"와 "바비큐"의 합성어이며, 여기서 바비큐는 필리핀 영어에서 케밥과 비슷한 스타일로 조리한 고기를 의미한다. 카모테 큐를 만드는 방법은 카모테 조각에 황설탕을 입힌 다음 튀겨서 고구마를 익히고 설탕을 캐러멜화한 후 꼬챙이를 꽂아서 판매한다.

## 같이 보기
- 바나나큐